# コスタス・ヤヌリス
コンスタンティノス・ニコラオス・ヤヌリス（ギリシア語: Κωνσταντίνος Νικόλαος Γιαννούλης、1987年12月9日 - ）は、ギリシャの元サッカー選手。元ギリシャ代表。現役時代のポジションはDF。

## クラブ歴

### パニオニオス
AMSヴァタニアコスの下部組織出身で、2005年にパニオニオスFCで選手となった。しかしパニオニオスでは出場する事が出来ず、APOフォストリアス、SFKピエリコスに期限付き移籍した。ピエリコスでは主力として活躍し昇格に貢献した。

### イラクリス
2007年夏にイラクリス・テッサロニキFCに完全移籍。アンヘル・ペドラサ監督の下、左サイドバックでレギュラーを掴んだ。

### ケルン
2010年5月、ブンデスリーガの1.FCケルンに完全移籍。1.FCカイザースラウテルンも彼の獲得を狙っていた中での獲得であった。ケルンのゼネラルマネージャーであるミヒャエル・マイアーは「守備力としてコンスタンティノス・ニコラオスを獲得できたのは嬉しい」と述べ、クラブ公式ウェブサイトにも「翌シーズンの我々が左サイドバックに求めていたものとして最適な選手」と紹介された。キッカー紙はこの移籍について、イラクリス・テッサロニキの財政難によって二、三十万ほどの安値で獲得出来たと報じた。しかしながら彼はケルンで出場する事は全くできず、半年で構想外となった。

### アトロミトス
2011年6月23日、ケルンからアトロミトスFCに1シーズンの期限付き移籍で加入。27試合1得点を記録した。
2012年8月7日にケルンから放出されたために移籍金なしでアトロミトスに完全移籍、3年契約を締結した。
2013-14シーズンはその情熱、質の高さ、そして疲れ知らずの肉体によって合計44試合に出場し主力として活躍した。そして2014年6月28日に契約を2年延長した。

### オリンピアコス
2014年8月31日にオリンピアコスFCに移籍。アトロミトスのホームページには「まずアトロミトスの御蔭でここまで来られた事を本当に感謝しています。ドイツでの何も出来なかった一年からアトロミトスは連れ出して、高いレベルで自分の力を見せる機会を与えてくれた。そして代表でプレー出来るまでになり、国内のトップチームに移籍するまでになれました。」とのコメントを残した。
2015年7月9日に契約を解除した。

### アステラス・トリポリス
2015年7月15日に、アステラス・トリポリスFCに2年契約で移籍。

### パフォス
2018年8月13日に2年契約でパフォスFCに完全移籍。しかし9月5日に加入1ヶ月弱、1試合に出場したのみで一身上の都合で契約を解除した。

### OFI
2018年12月28日にOFIクレタに2年半契約で加入。
2024年4月16日、現役引退を表明した。

## 代表歴
2011年11月15日のルーマニア代表との親善試合で代表初出場を記録した

## 家族
弟のディミトリス・ヤヌリスもサッカー選手。